# Cuballing
Cuballing is een plaats in de regio Wheatbelt in West-Australië. Het ligt 177 kilometer ten zuidoosten van Perth, 188 kilometer ten noordoosten van Bunbury en 14 kilometer ten noorden van Narrogin.

## Geschiedenis
Ten tijde van de Europese kolonisatie leefden de Wiilman Nyungah Aborigines in de streek.
De eerste Europeanen in de streek waren sandelhoutsnijders en pastoralisten. Er ontstond een pad tussen Perth en Albany, voornamelijk doordat de sandelhoutsnijders hun hout naar de kust vervoerden voor de uitvoer naar China. Vanaf 1841 werd er post verzorgd langs het pad. In 1869 nam de overheid de postdienst over. De postkoets reed tweemaal per maand heen en weer tussen Perth en Albany.
John Forrest ontdekte de 'Cooballing Pool' in 1870. In 1881 was de overheid op zoek naar een manier om sneller tussen Perth en Albany te kunnen reizen. Er werd beslist de 'West Australian Land Company' (WALC) een spoorweg te laten aanleggen in ruil voor grond. Op 1 juni 1889 werd de Great Southern Railway officieel in dienst genomen. Rond 1896 werd het Cuballing Hotel gebouwd.
De WALC slaagde er echter maar moeilijk in de gronden te verkopen en het hoofd boven water te houden. In 1897 kocht de Western Australian Government Railways voor de overheid de spoorweg en de resterende gronden van de WALC voor AU£ 1.100.000 over. Het dorp Cuballing werd in 1899 officieel gesticht. Tussen 1900 en 1914 was er langs de spoorweg veel vraag naar grond vanwege na de goldrush van het einde van de 19e eeuw terugkerende goudzoekers. In 1912 werd een postkantoor en een gemeenschapszaal ('Agricultural Hall') geopend en een twee verdieping op het hotel bijgebouwd. Na de Eerste Wereldoorlog daalde het bevolkingsaantal van Cuballing ten voordele van het nabijgelegen Narrogin dat dankzij de aanwezigheid van water een belangrijk spoorwegknooppunt was geworden. Tijdens de crisis van de jaren 30 verlieten vele inwoners hun boerderijen. Pas na de Tweede Wereldoorlog begon het bevolkingsaantal weer lichtjes te stijgen. Op 3 november 1978 werd het nieuwe kantoorgebouw van de Shire of Cuballing geopend.

## 21e eeuw
Cuballing is het administratieve en dienstencentrum van het landbouwdistrict Shire of Cuballing. Het heeft een gemeenschapshuis, een recreatiecentrum en verscheidene sportfaciliteiten.
In 2021 telde Cuballing 456 inwoners tegenover 514 in 2006.

## Toerisme
Cubbaling werkt samen met Narrogin. Het 'Dryandra Country Visitor Centre' is in Narrogin gevestigd. Men kan er informatie bekomen over onder meer:
- de historische gebouwen van Cubbaling: het hotel (circa 1896), Roads Board-gebouw (1898), bank (1903), postkantoor (1912) en de 'Agricultural Hall' (1912)
- Dryandra State Forest, een van de laatste niet ontboste gebieden in de Wheatbelt, met de Lol Gray Lookout
- Barna Mia Nocturnal Animal Sanctuary, een dierenasiel voor buideldieren.[11]

## Transport
Cuballing ligt langs de Great Southern Highway. Over de Great Southern Railway die door Cuballing loopt rijden hoofdzakelijk graantreinen van de CBH Group.

## Klimaat
Cuballing kent een warm mediterraan klimaat, Csa volgens de klimaatclassificatie van Köppen. De gemiddelde jaarlijkse temperatuur bedraagt 16,0 °C en de gemiddelde jaarlijkse neerslag ligt rond 466 mm.

## Galerij

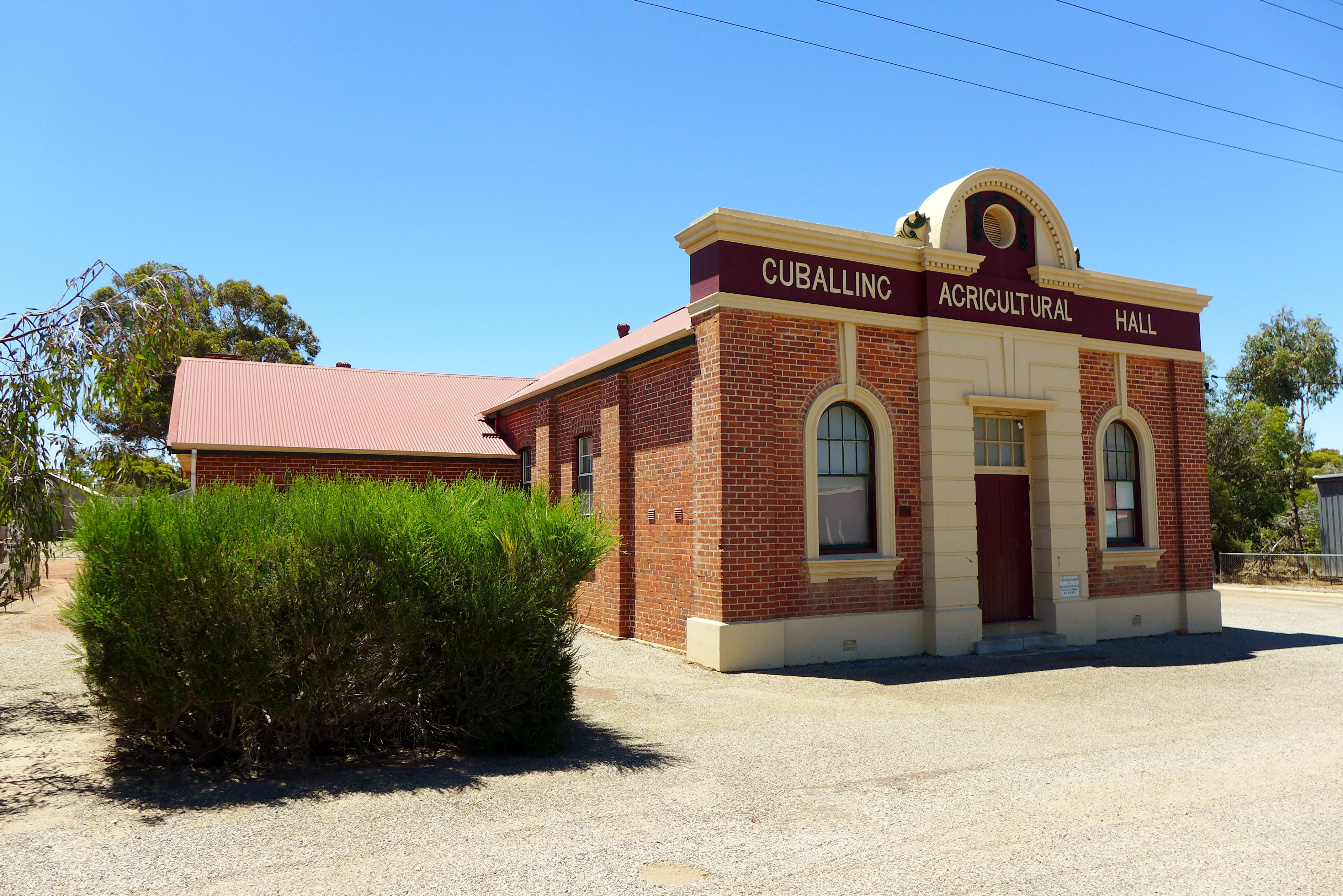
'Agricultural Hall' uit 1912
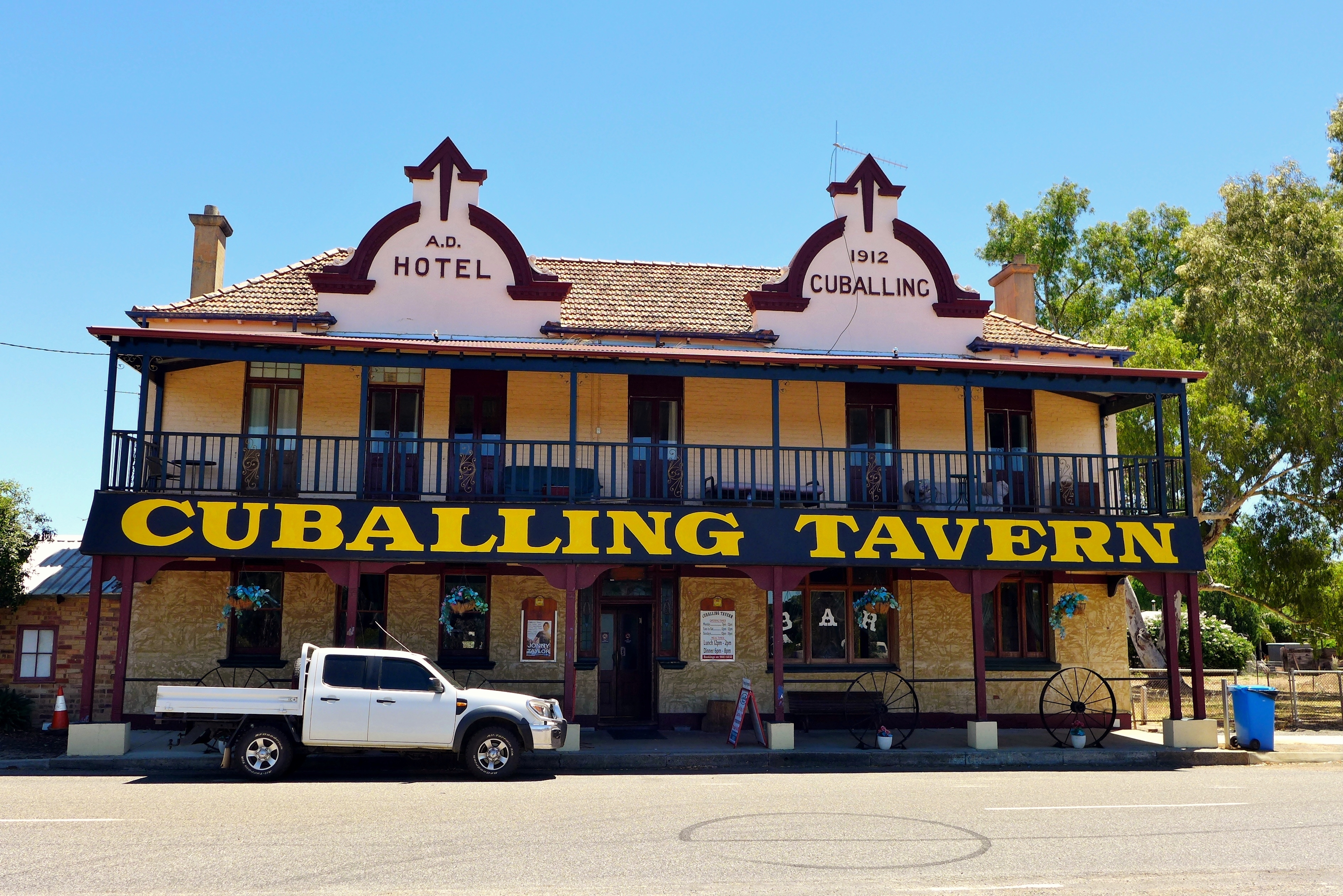
'Cuballing Hotel' uit 1896-1912
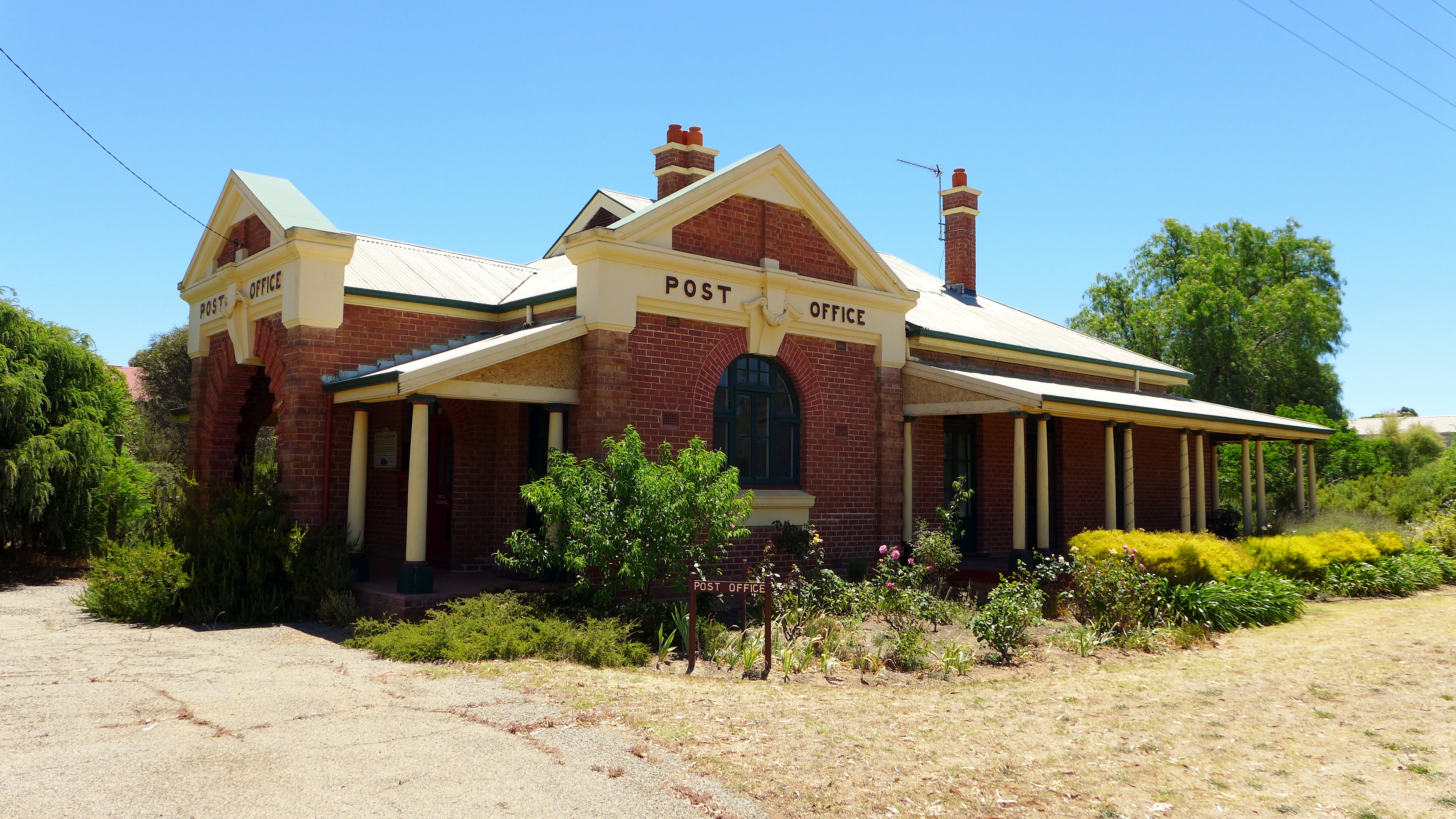
voormalig postkantoor uit 1912
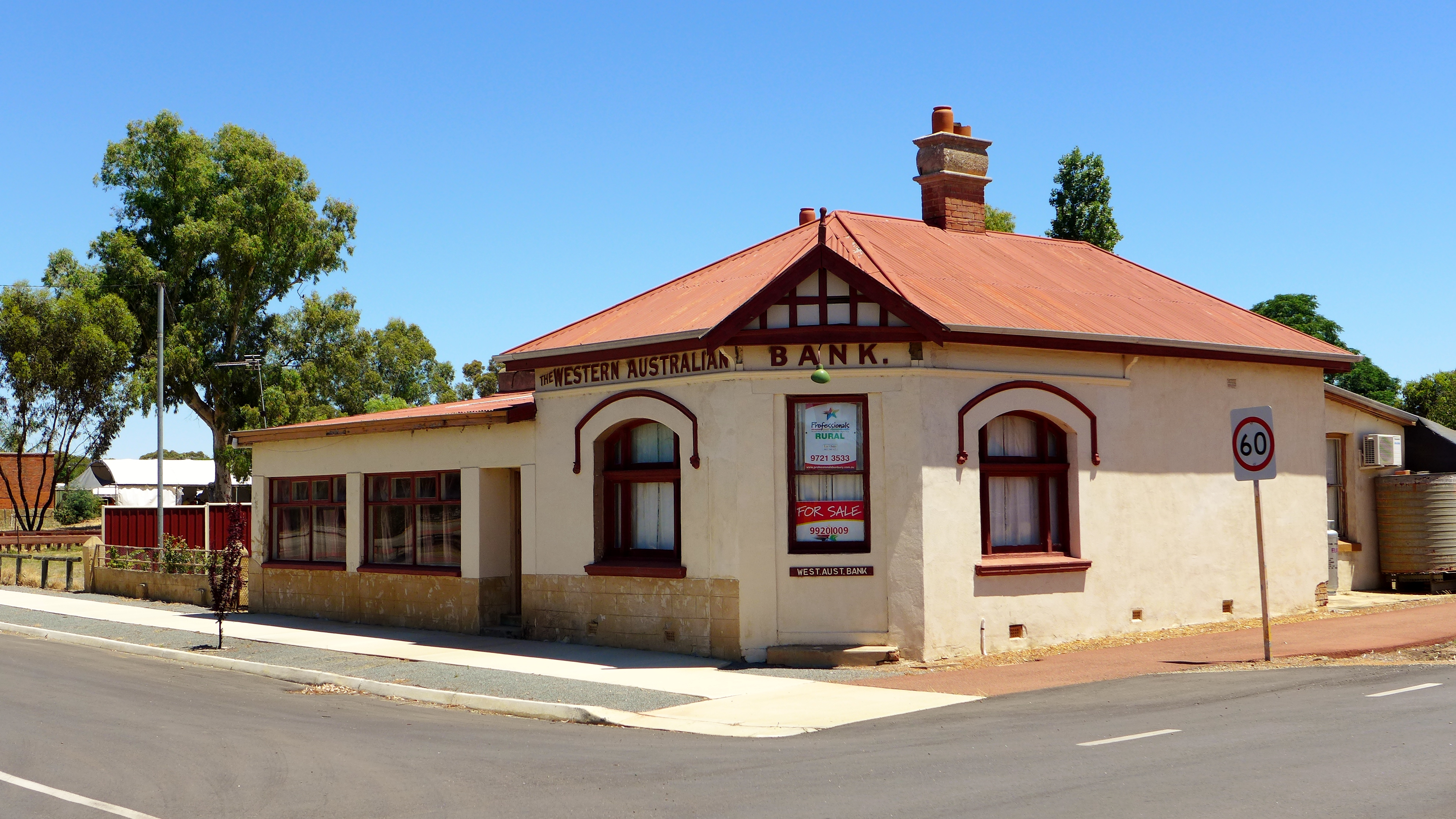
voormalig bankgebouw uit 1903
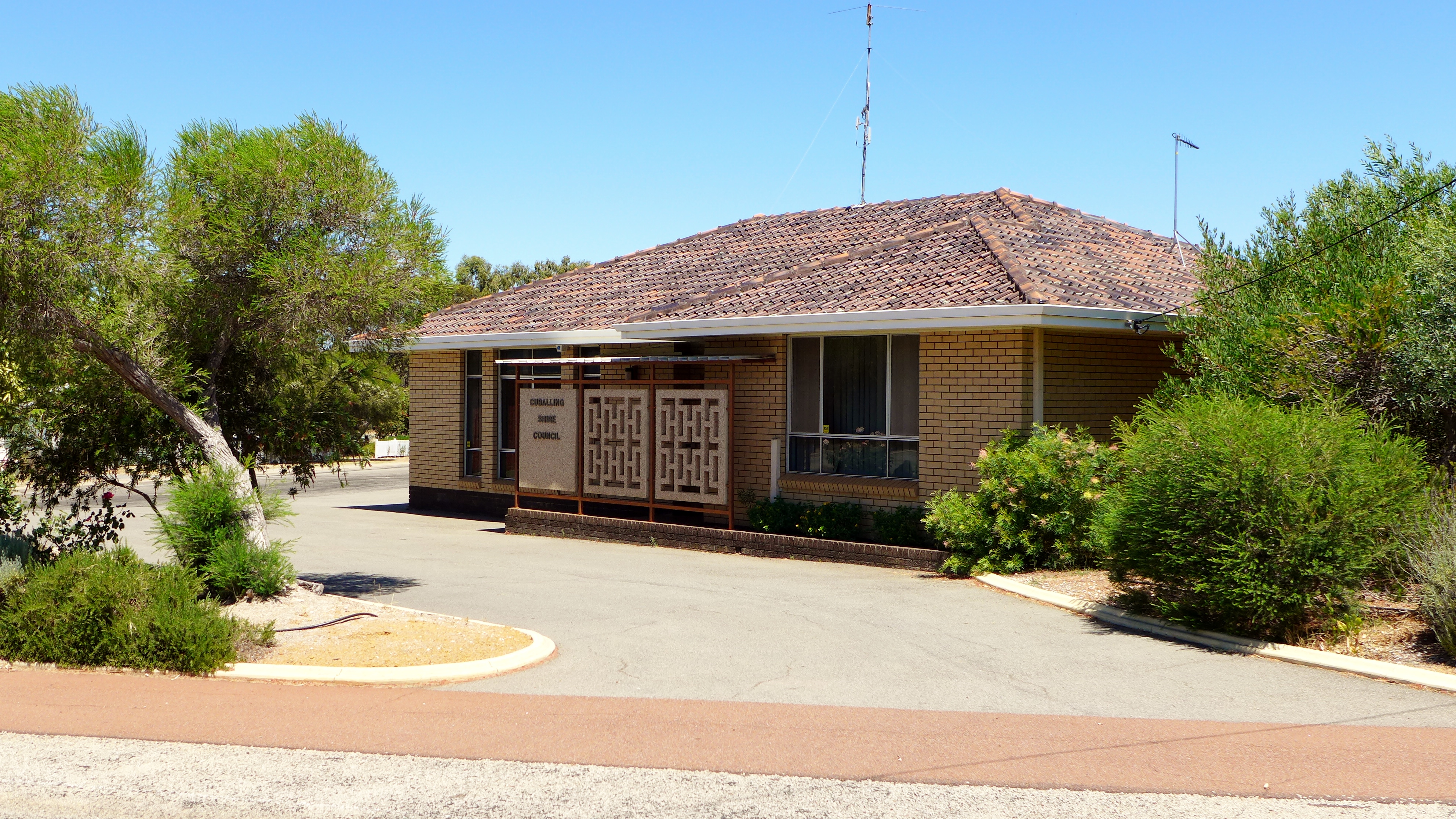
districtsgebouw uit 1978
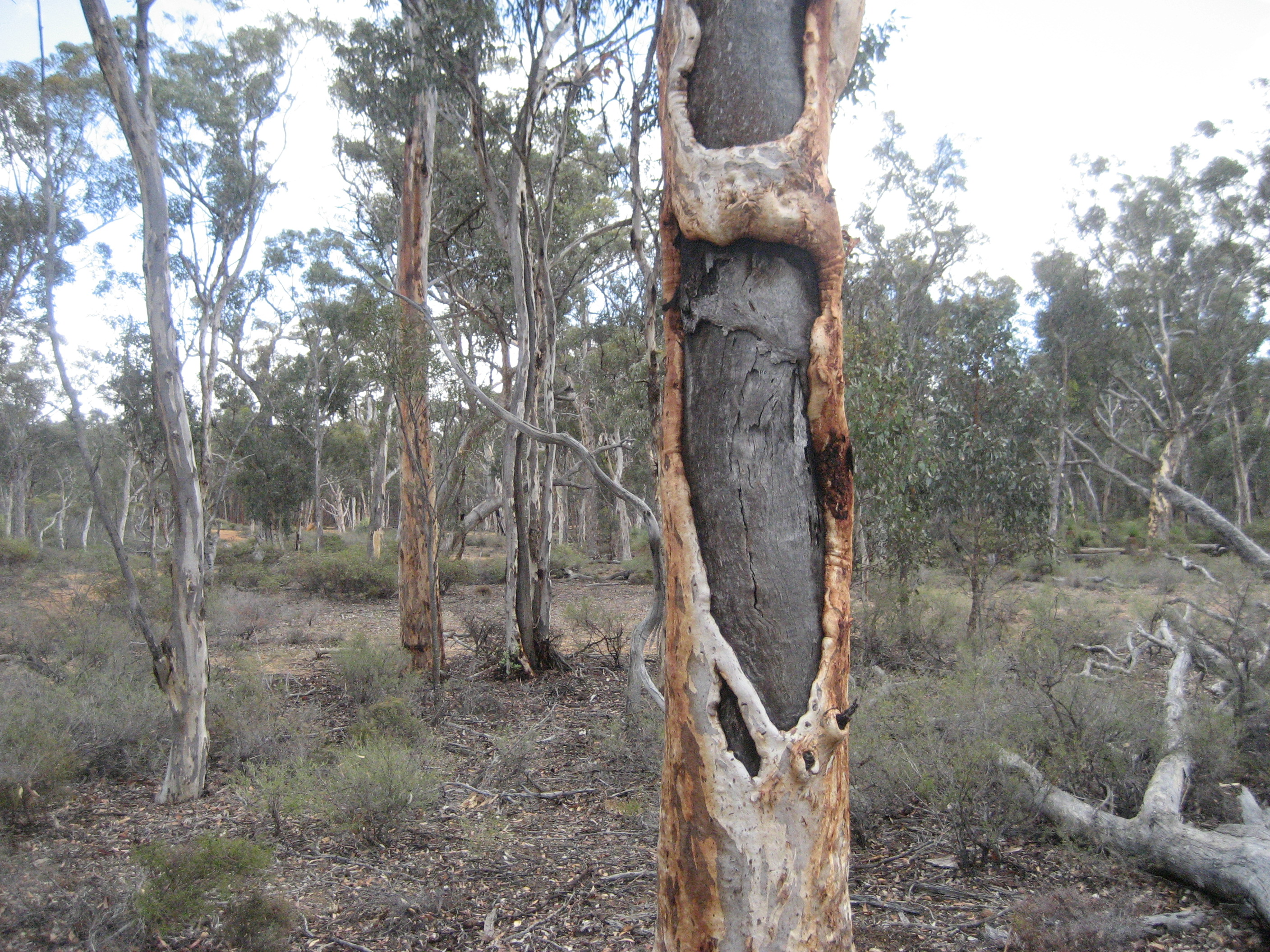
Dryandra Woodland

Aldersyde · Amery · Ardath · Arthur River · Baandee · Babakin · Badgingarra · Badjaling · Bailup · Bakers Hill · Balkuling · Ballaying · Ballidu · Beacon · Beenong · Beermullah · Bejoording · Belka · Bencubbin · Bendering · Benjaberring · Beverley · Bilbarin · Bindi Bindi · Bindoon · Bodallin · Bolgart · Bonnie Rock · Boolading · Booraan · Brookton · Bruce Rock · Bullaring · Bullfinch · Bulyee · Bungulla · Buntine · Burakin · Burracoppin · Cadoux · Calingiri · Campion · Caraban · Carrabin · Cataby · Cervantes · Chandler · Chittering · Clackline · Cold Harbour · Congelin · Coomberdale · Copley · Corrigin · Cowcowing · Crossman · Cuballing · Culbin · Cunderdin · Dalwallinu · Dandaragan · Dangin · Darkan · Dattening · Dongolocking · Doodlakine · Dowerin · Dudinin · Dumbleyung · Duranillin · Dwarda · Ejanding · Elabbin · Erikin · Gabbin · Gingin · Goomalling ·  Grass Valley · Greenhills · Guilderton · Gwambygine · Harrismith · Highbury · Hines Hill · Holt Rock · Hyden · Jelcobine · Jennacubbine · Jennapullin · Jitarning · Jurien Bay · Kalannie · Karlgarin · Kellerberrin · Kondinin · Kondut · Koojan · Koolyanobbing · Koorda · Korbel · Korrelocking · Kukerin · Kulin · Kulja · Kulyaling · Kunjin · Kununoppin · Kweda · Kwelkan · Kwolyin · Lancelin · Lake Brown · Lake Grace · Lake King · Ledge Point · Manmanning · Marvel Loch · Meckering · Meenaar · Merredin · Miling · Minnivale · Mogumber · Mokine · Moodiarrup · Mooliabeenee · Moora · Moorine Rock · Moorumbine · Moulyinning · Mount Hardey · Mount Kokeby · Mount Walker · Muchea · Mukinbudin · Muntadgin · Nalya · Nangeenan · Narembeen · Narrogin · New Norcia · Newdegate · Nilgen · Nokaning · North Bannister · Northam · Nukarni · Nungarin · Pantapin · Piawaning · Piesseville · Pingaring · Pingelly · Pithara · Popanyinning · Quairading · Quindanning · Regans Ford · Seabird · Shackleton · Southern Cross · Spencers Brook · Tammin · Tincurrin · Toodyay · Trayning · Varley · Wagin · Walebing · Walgoolan · Wandering · Wannamal · Watheroo · Welbungin · West Dale · West Toodyay · Westonia · Wialki · Wickepin · Wilbinga · Williams · Wongan Hills · Woodridge · Wubin · Wundowie · Wyalkatchem · Yealering · Yelbeni · Yellowdine · Yilliminning · Yerecoin · York · Yorkrakine · Yornaning · Yoting · Youndegin